# Ominous Doctrines of the Perpetual Mystical Macrocosm
Ominous Doctrines of the Perpetual Mystical Macrocosm (v překladu Zlověstné doktríny věčného mystického makrokosmu) je páté studiové album kolumbijsko-americké black metalové skupiny Inquisition z roku 2010, které vyšlo v Evropě u německého vydavatelství No Colours Records. V USA jej distribuovala firma Hells Headbangers Records and Distributions, v Jižní Americe pak Icarus Music.
Album bylo nahráno ve dvou obdobích: od 11. do 14. března 2010 a od 23. do 25. dubna 2010. Mimo (pro kapelu) tradičního satanismu obsahuje nově i kosmickou a metafyzickou tematiku.

## Seznam skladeb
1. Astral Path to Supreme Majesties – 04:32
2. Command of the Dark Crown – 03:50
3. Desolate Funeral Chant  – 07:03
4. Cosmic Invocation Rites  – 04:39
5. Conjuration – 00:56
6. Upon the Fire Winged Demon – 03:08
7. Ominous Doctrines of the Perpetual Mystical Macrocosm  – 05:24
8. Crepuscular Battle Hymn – 04:15
9. Hymn for a Dead Star – 03:13
10. Across the Abyss Ancient Horns Bray – 04:50

## Sestava
- Dagon – vokály, kytara, baskytara
- Incubus – bicí